# Orchestra del Festival di Lucerna
L'Orchestra del Festival di Lucerna è un'orchestra stagionale ad hoc, con sede a Lucerna (Svizzera), città nella quale ogni anno si tiene l'omonimo festival.

## Storia
Il Festival di Lucerna aveva incluso un'orchestra residente fin dal 1938, con Arturo Toscanini che diresse il primo concerto di quel gruppo. Dal 1943 fino al suo scioglimento nel 1993, l'orchestra era composta principalmente da musicisti svizzeri. Pochi anni dopo nacque un'orchestra del festival ricostituita, basata su orchestrali della Gustav Mahler Jugendorchester e della European Community Youth Orchestra (ora l'European Union Youth Orchestra).
L'incarnazione più recente dell'Orchestra del Festival di Lucerna avvenne su iniziativa del compianto Claudio Abbado (1933-2014), dopo una conversazione avvenuta nel 2000 con il direttore artistico del Festival di Lucerna Michael Haefliger. Il nucleo del gruppo è la Mahler Chamber Orchestra. L'orchestra nelle sue file presenta alcuni solisti e orchestrali (di cui soprattutto prime parti) di importanti e prestigiose orchestre, tra i quali Kolja Blacher, Wolfram Christ, Mirijam Contzen, Diemut Poppen, Natal'ja Gutman, Jens-Peter Maintz, Jacques Zoon, Reinhold Friedrich, Martin Baeza-Rubio, Francesco Tamiati, Marco Toro, Jorgen van Rijen, Jeroen Berwaerts, Raymond Curfs, Stefan Dohr, Alessio Allegrini, Mark Templeton, Sabine Meyer, Franz Bartolomey, Alois Posch, Emmanuel Pahud, Albrecht Mayer, Stefan Schweigert, membri del Sabine Meyer Wind Ensemble, del Quartetto Alban Berg e del Quartetto Hagen. L'orchestra comprende anche membri di orchestre con cui Abbado aveva una collaborazione, come i Berliner Philharmoniker, la London Symphony Orchestra e i Wiener Philharmoniker.
Abbado scelse personalmente ogni membro dell'orchestra; i musicisti si riuniscono all'inizio di ogni anno ad agosto a Lucerna per un totale di tre settimane, con 10 giorni di prove. Quindi l'orchestra esegue i concerti di apertura del festival. Una filosofia prevalente che sottolineava Abbado era che i musicisti si ascoltassero l'un l'altro, come nella musica da camera, ma nel contesto di un gruppo orchestrale completo. Nelle sezioni degli archi i capi di sezione assegnano il posto a sedere, dopo averne discusso con il direttore principale. Le prove iniziano con sezioni di strumenti individuali prima che l'intero gruppo si riunisca con il direttore.
Abbado diresse le prime esibizioni della più recente Orchestra del Festival di Lucerna al festival del 2003. La loro prima residenza all'estero a Roma fu nell'autunno del 2005. L'ottobre 2006 portò la loro prima esibizione come ospiti all'estero, con un concerto alla Suntory Hall a Tokyo. L'orchestra debuttò per la prima volta ai Proms nel mese di agosto 2007 in una esecuzione molto applaudita della Sinfonia n. 3 di Gustav Mahler. Abbado e l'orchestra avevano programmato di apparire per la prima volta negli Stati Uniti alla Carnegie Hall di New York nell'ottobre 2007, ma nel settembre 2007 Abbado annunciò che doveva ritirarsi da questi concerti programmati a New York per problemi di salute. L'orchestra eseguì questi concerti con i direttori sostituti Pierre Boulez e David Robertson.
Per il Festival di Lucerna 2014 Andris Nelsons diresse il concerto dell'orchestra del festival come sostituto di Claudio Abbado, scomparso nel gennaio 2014. Nell'agosto 2015 il Festival di Lucerna annunciò la nomina di Riccardo Chailly come successivo direttore musicale, a partire dal Festival di Lucerna 2016, con un contratto iniziale di 5 anni.

## Registrazioni
Abbado e l'orchestra hanno realizzato numerose registrazioni acclamate, nei formati CD e DVD. Queste comprendono:

### CD
- La Mer di Claude Debussy e la Sinfonia n. 2 di Mahler (Deutsche Grammophon)[21]
- La Sinfonia n. 9 di Anton Bruckner[22]

### DVD
- Le Sinfonie n. 2 (con il coro Orfeón Donostiarra, Eteri Gvazava e Anna Larsson), n. 3, n. 5, n. 6, n. 7 e n. 9 di Gustav Mahler, e La Mer di Claude Debussy